# Pistache (geslacht)
Pistache (Pistacia) is een geslacht van tien soorten uit de pruikenboomfamilie (Anacardiaceae). Het geslacht komt van nature voor op de Canarische Eilanden, in Noord- en Noordoost-Afrika, Zuid-Europa, Azië en Oost-Azië en het zuiden van Noord-Amerika (Mexico en Texas).
Het zijn kleine bomen en struiken van 5-15 m hoog. De verspreid staande bladeren zijn geveerd en kunnen afhankelijk van de soort groenblijvend of afvallend zijn.

## Kweek en gebruik
De meest aangeplante soort is de pistache (Pistacia vera) die om zijn eetbare zaden gekweekt wordt. De zaden van andere soorten zijn ook eetbaar, maar zijn te klein om economisch rendabel te zijn.
De Chinese pistache (Pistacia sinensis) wordt als sierboom geplant en gewaardeerd om de helder rode kleur van de herfstbladeren. Het is ook de meest vorstbestendige soort.
Venetiaans Terpentijn werd oorspronkelijk toegepast op het exudaat van de terpentijnboom (P. terebinthus). De belangrijkste bron van de terebinth-terpentijn is echter P. atlantica, die overvloedige hars produceert in plaats van P. terebinthus waarvan de hoeveelheid hars beperkt is.

## Soorten
- Pistacia aethiopica Kokwaro
- Pistacia atlantica Desf.
- Pistacia chinensis Bunge - Chinese pistache
- Pistacia eurycarpa Yalt.
- Pistacia falcata Becc. ex Martelli
- Pistacia khinjuk Stocks
- Pistacia lentiscus L. - Mastiekboom
- Pistacia mexicana Kunth - Mexicaanse pistache
- Pistacia terebinthus L. - Terpentijnboom
- Pistacia vera L. - Pistache
- Pistacia weinmannifolia J.Poiss. ex Franch.

## Hybriden
- Pistacia × saportae Burnat

... · 
Anacardium · 
Bouea · 
Buchanania · 
Cotinus · 
Mangifera · 
Pistacia (Pistache) · 
Protorhus · 
Rhus · 
Schinus · 
Sclerocarya · 
Sorindeia · 
Spondias · 
Toxicodendron · 
...